# وود هریس
وود هریس (انگلیسی: Wood Harris؛ زادهٔ ۱۷ اکتبر ۱۹۶۹) یک هنرپیشه اهل ایالات متحده آمریکا است. وی از سال ۱۹۹۴ میلادی تاکنون مشغول فعالیت بوده‌است.

## گزیده فیلمشناسی
از فیلم‌ها یا برنامه‌های تلویزیونی که وی در آن نقش داشته‌است می‌توان به آثار زیر اشاره کرد.
- بهتر از این نمی‌شه (۱۹۹۷)
- ستاره مشهور (فیلم ۱۹۹۸) (۱۹۹۸)
- محاصره (فیلم ۱۹۹۸) (۱۹۹۸)
- متعهد (فیلم) (۲۰۰۰)
- تایتنز را به یادآور (۲۰۰۰)
- داستان‌های سرزمین جنوبی (۲۰۰۶)
- متخصص قلب (۲۰۰۶)
- درد (فیلم ۲۰۱۲) (۲۰۱۲)
- مرد مورچه‌ای (فیلم) (۲۰۱۵)
- کرید (فیلم) (۲۰۱۵)
- روزی روزگاری در ونیز (۲۰۱۷)
- بلید رانر ۲۰۴۹ (۲۰۱۷)
- کرید ۲ (۲۰۱۸)
- جیمی هندریکس (۲۰۰۰)
- وایر (۲۰۰۲–۰۸)
- دکتر هاوس (۲۰۰۸)
- هاوایی فایو-زیرو (۲۰۱۰)
- موجه (مجموعه تلویزیونی) (۲۰۱۴)
- ۹/۱۱ (۲۰۱۷)